# Thomas Poulsen (fodboldspiller)
 Der er flere personer med dette navn, se Thomas Poulsen.
Thomas Poulsen (født 2. juli 1972) er en tidligere fodboldspiller fra Danmark.
Han er fra Nordjylland, hvor han ligesom lillebroderen Christopher Poulsen fik sin fodboldopdragelse i den lille klub Bindslev/Tversted IF. I de senere år tilbragte han sin fodboldtid i det midtjyske. Først hos Viborg FF inden han tog til Silkeborg IF i 1997. Her var han i 9 år, og sluttede af som anfører.
Til starten af sæsonen 06/07 skiftede Poulsen tilbage til Viborg FF for at slutte karrieren der.
Hans lillebror er Christopher Poulsen som han har spillet sammen med i både Silkeborg og Viborg.